# Archaegladiopsidales
Archaegladiopsidales, red alga kremenjašica iz podrazreda Archaegladiopsophycidae, dio razreda Coscinodiscophyceae. Sastoji se od tri porodice s 11 vrsta, sve su fosilne

## Porodice
1. Archaegladiopsidaceae Nikolaev & Harwood
2. Rhynchopyxldaceae Nikolaev & Harwood
3. Thalassiosiropsidaceae Nikolaev 1987

## Drugi projekti
|  | Zajednički poslužitelj ima još gradiva o temi Archaegladiopsidales |
|  | Wikivrste imaju podatke o taksonu Archaegladiopsidales             |